# Italiaans dambordje
Het Italiaans dambordje (Melanargia arge) is een vlinder uit de onderfamilie Satyrinae en de familie Nymphalidae (vossen, parelmoervlinders en weerschijnvlinders).
De spanwijdte bedraagt 50 tot 60 millimeter. De soort komt voor in Italië van het midden van het land tot op Sicilië. De vlinder vliegt op hoogtes van 350 tot 1500 meter boven zeeniveau.
De waardplanten van het Italiaans dambordje zijn grassen, met name Brachypodium ramosum en Stipa pennata. De soort vliegt in één jaarlijkse generatie in mei en juni.